# Neosciadella obliquata
Neosciadella obliquata är en skalbaggsart som beskrevs av Dillon 1952. Neosciadella obliquata ingår i släktet Neosciadella och familjen långhorningar.
Artens utbredningsområde är Fiji. Inga underarter finns listade i Catalogue of Life.